# Jan Šír
Jan Šír (12. červenec 1868 Nové Město na Moravě – 28. února 1928 Pardubice), byl český akademický malíř, grafik a středoškolský pedagog.

## Život
Jan Šír se narodil v Novém Městě na Moravě v rodině kupce Josefa Šíra. Po absolvování obecné školy odešel studovat na reálku do Pardubic a Brna. Za dalším studiem odešel do Štýrského Hradce na malířskou akademii. V roce 1890 po návratu do Čech vstoupil na pražskou malířskou akademii do ateliéru prof. Maxmiliána Pirnera. Roku 1896 ukončil akademické studium a následně podnikl dvě studijní cesty, do Paříže a poté do Itálie. Od roku 1900 působil Jan Šír v Praze. V letech 1901-1905 byl členem SVU Mánes. V roce 1905 přesídlil do Chrudimi, kde založil malířskou školu. V roce 1908 se přestěhoval do Pardubic a stal se učitelem na „dívčí škole Vesna“ a kde také v roce 1928 umírá. Je pohřben na pardubickém Novém hřbitově.
Jan Šír byl portrétista, ale i malíř krajin. Své práce publikoval mimo jiné v časopisech Zlatá Praha a „Rudé Květy“. Byl bratrancem malíře Jakuba Obrovského. Vdovu Pavlu Šírovou si vzal za ženu v roce 1930 významný český malíř - krajinář a Šírův přítel ze studií na akademii František Kaván.

## Galerie

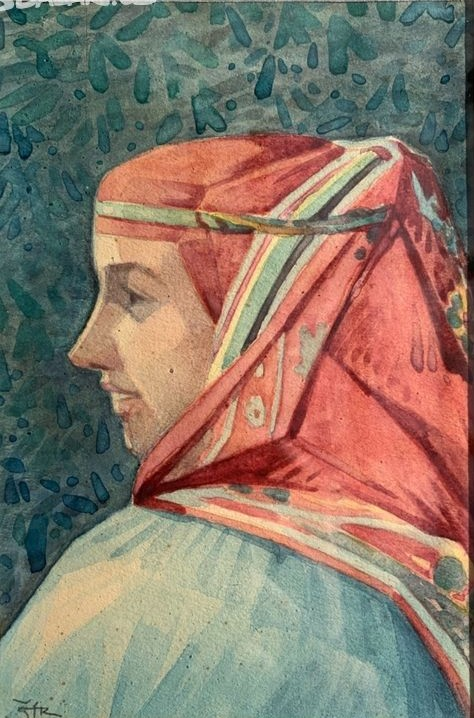
Děvče v šátku (Akvarel)
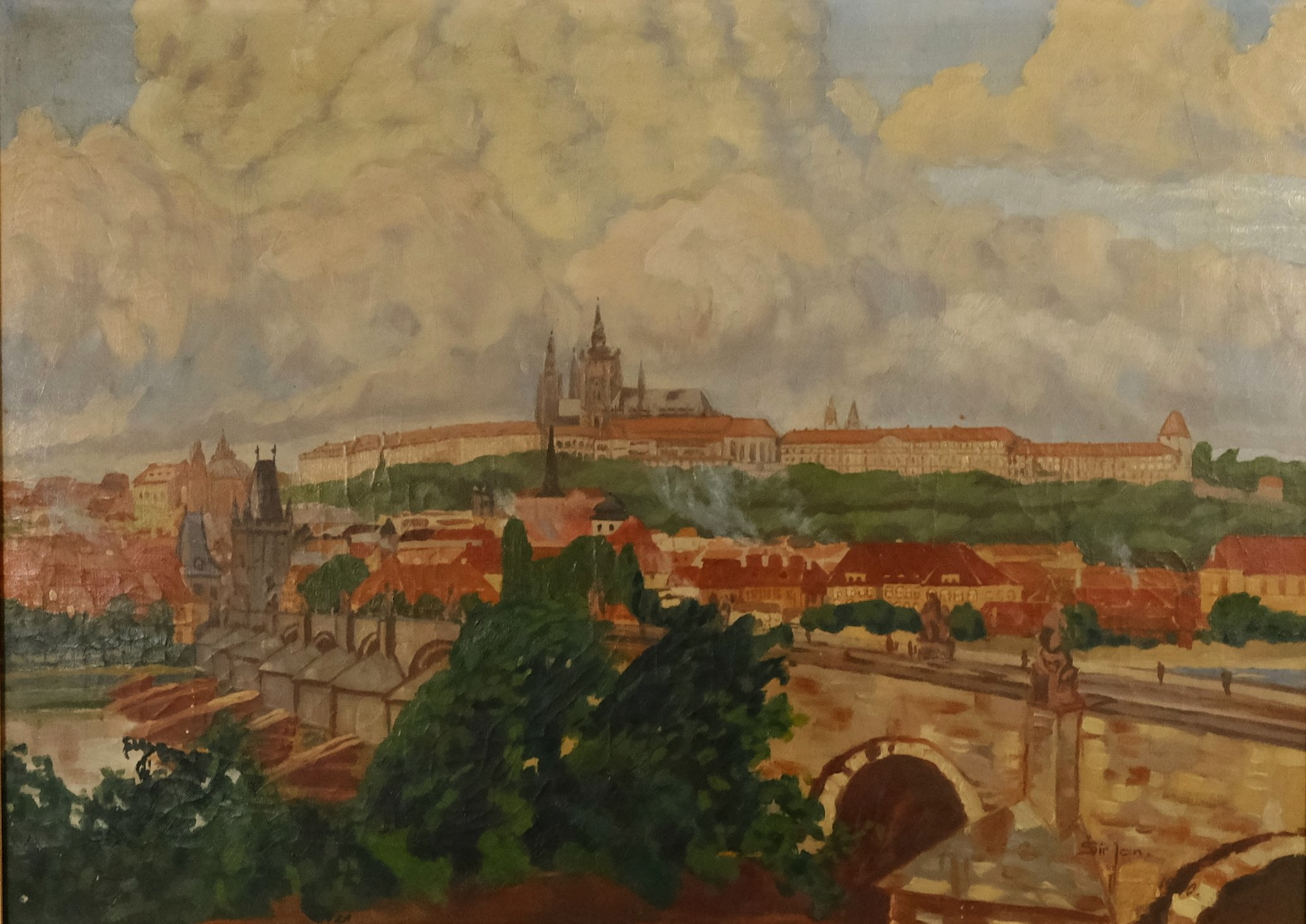
Pohled na Pražský hrad (Olej na plátně) 1940
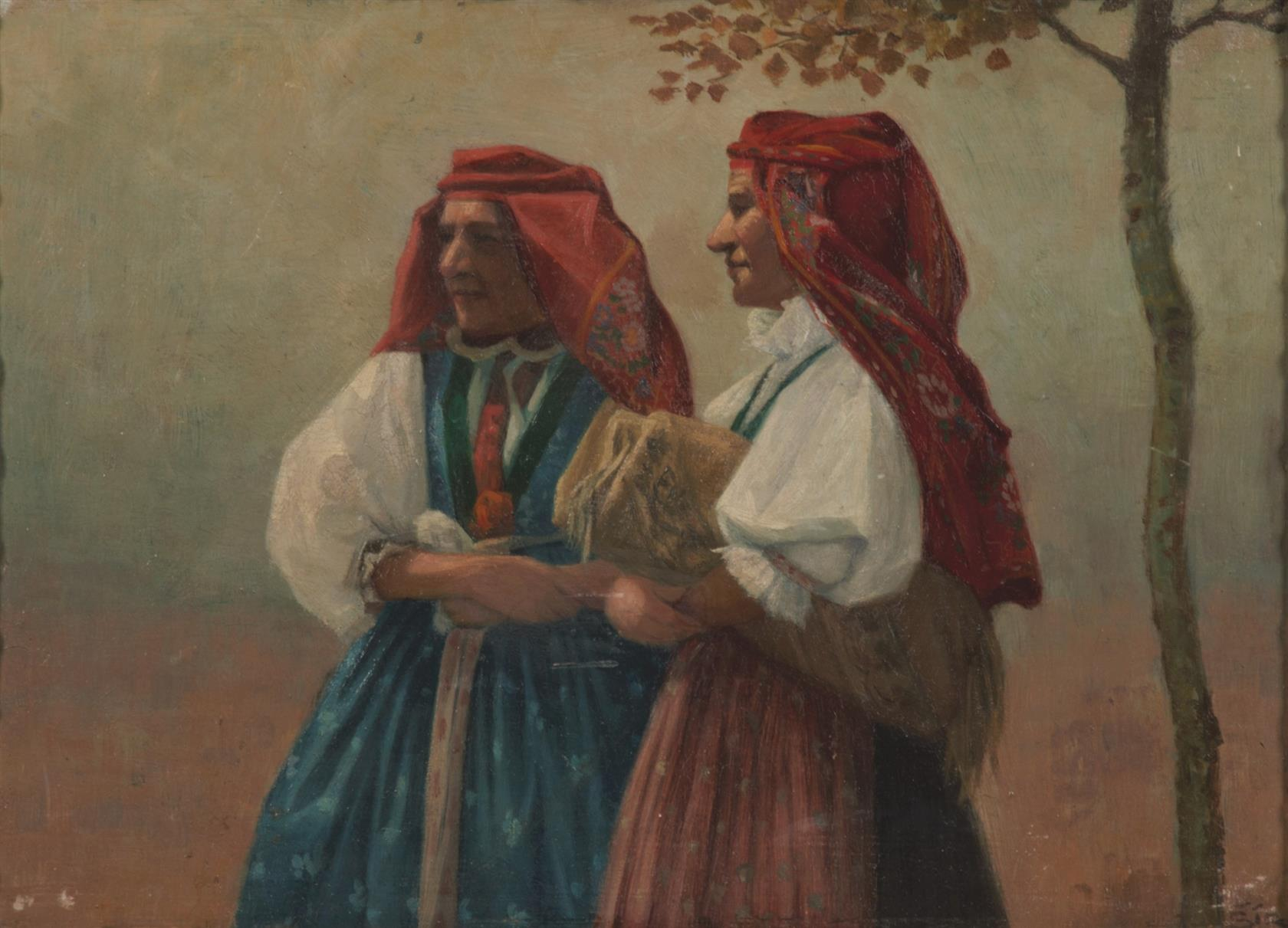
Staruchy (olej na dřevě)
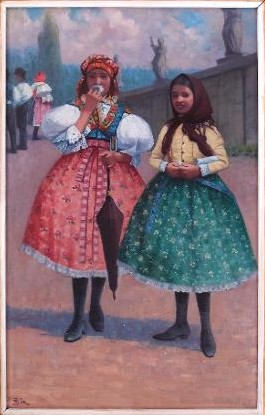
Krojované dívky na mostě
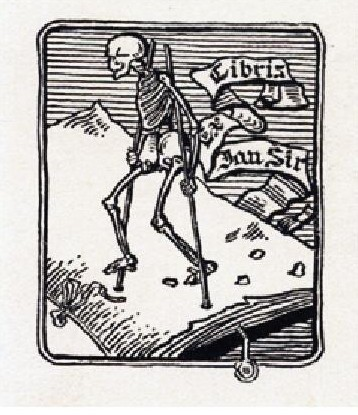
Jan Šír - Ex libris (1901)
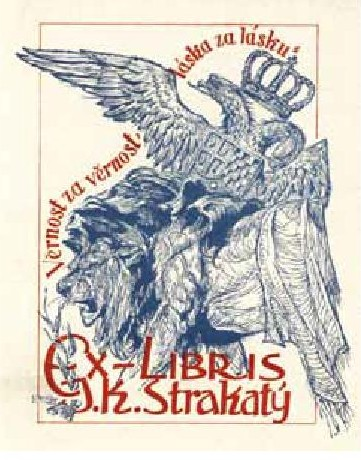
Jan Šír - Ex libris Karel Strakatý (1901)